# 航空機の離着陸方法
本項では航空機の離陸・着陸方法について述べる。

## CTOL
滑走して離着陸する通常の固定翼機をCTOL（conventional take-off and landing、シートール）機と称する。下記のSTOL（短距離離着陸）機、VTOL（垂直離着陸）機と対比される概念である。

### CATOBAR
ジェット機のような大重量のCTOL機を航空母艦の艦上機として運用する場合、発艦・着艦ともに補助が必要になる。このうち、発艦装置としてカタパルトを使用する方式をCATOBAR (Catapult Assisted Take Off But Arrested Recovery) と称する。
着艦の際はアレスティング・ギアを用いて制動することになる。このときアレスティング・ワイヤーに引っ掛けるため、航空機の側にもアレスティング・フックが装備される。

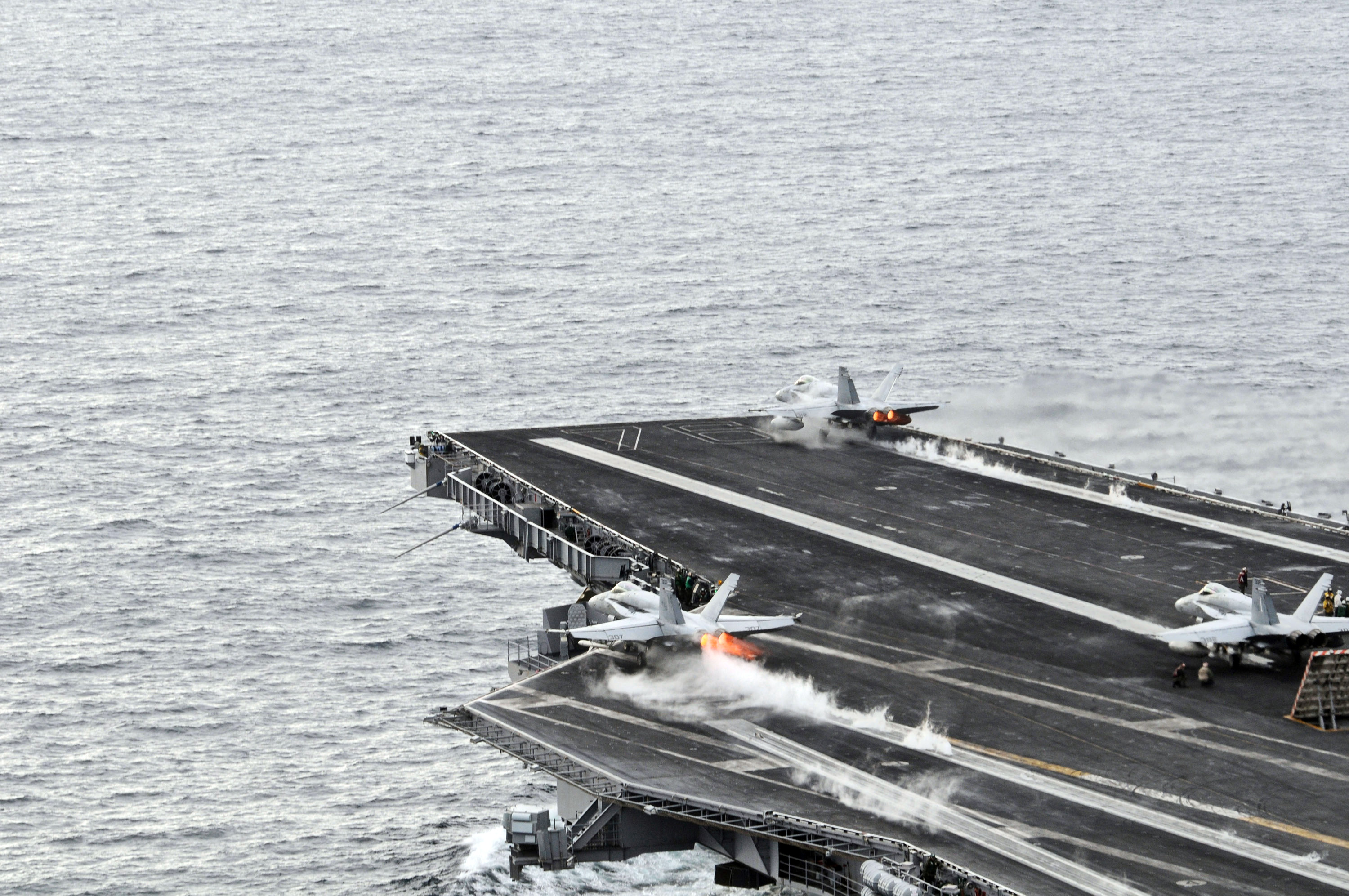
アメリカ海軍「ロナルド・レーガン」のカタパルトを使い2機同時に発進するF/A-18C
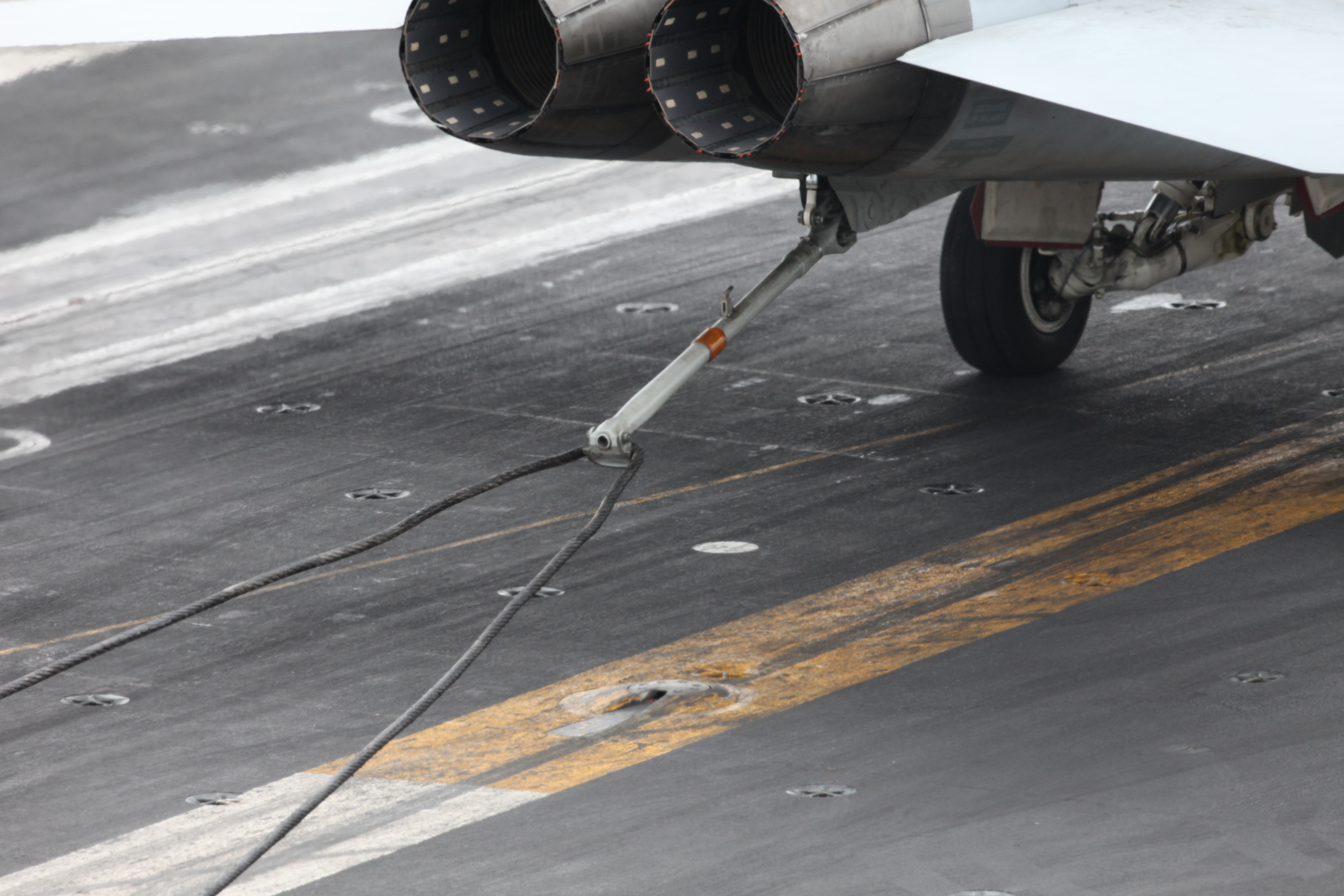
アレスティング・フックとアレスティング・ワイヤー

### STOBAR
STOBAR（Short TakeOff But Arrested Recovery、ストーバー）方式では、カタパルトの補助を受けずに、艦上機が自力で飛行甲板上を滑走して発艦する。一方、着艦の際にはCATOBAR方式と同様に、艦の着艦装置の補助を受けることになる。艦上機自身の短距離発進 (STO) 能力に加えて、発艦装置としてスキージャンプ台を使用するのが通例である。
ただしこの方式では、発艦のためにCATOBAR方式よりも長い滑走距離が必要となるため、航空機の運用効率が低くなり、最大離陸重量も制約される。このため、STOBAR方式は、CATOBAR方式の導入を志向する海軍にとっての過渡的な存在とも評されている。

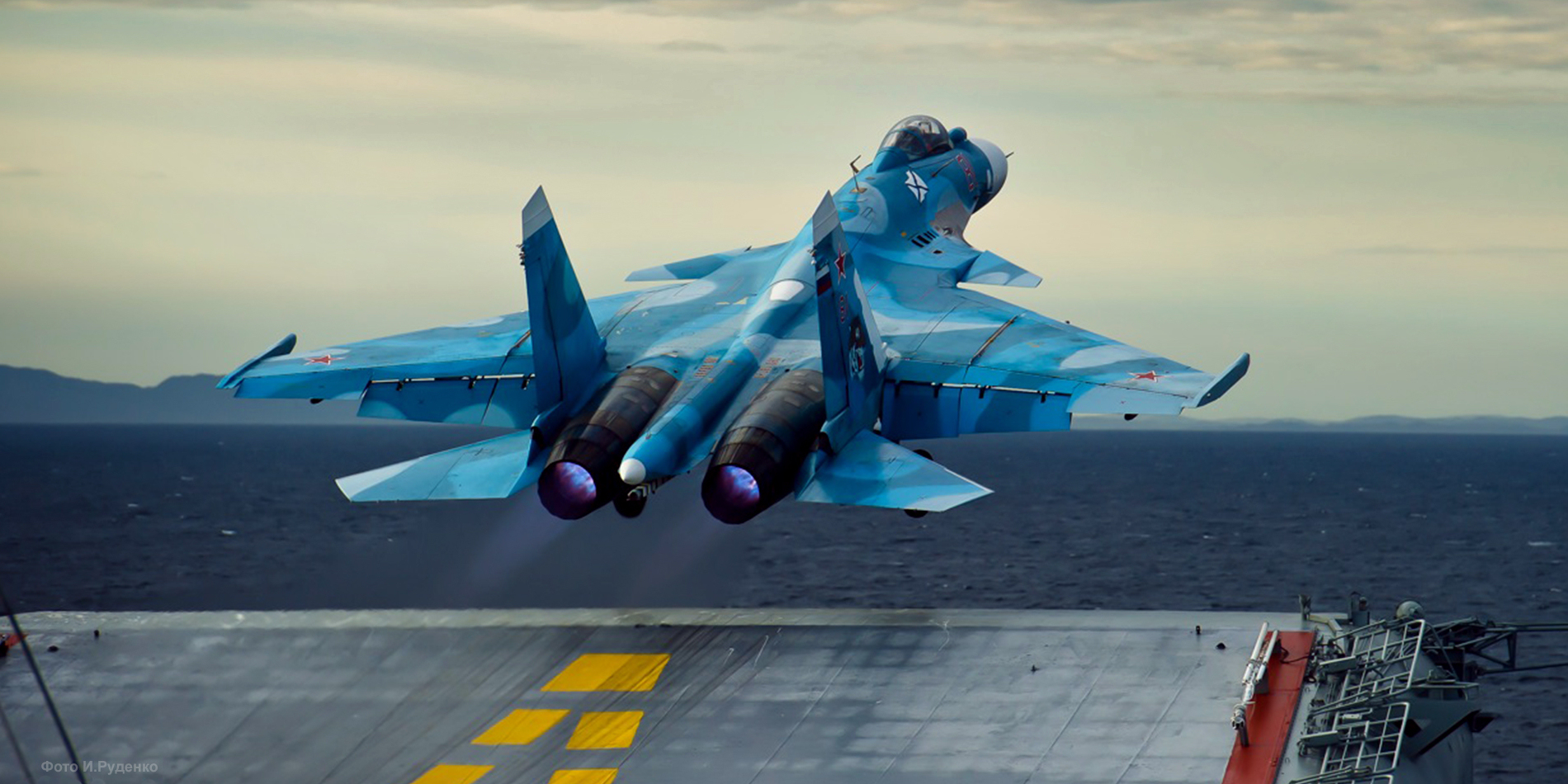
スキージャンプ甲板を用いて離陸（発艦）するSu-33
- アレスティング・フックを展開して着艦するMiG-29K

### STOL
通常の固定翼機（CTOL機）よりも短い滑走距離で離着陸できる航空機を短距離離着陸（short take-off and landing, STOL、エストール）機と称する。
明確な定義はなく、離着陸に必要な滑走路長については、305メートル以下とする場合や610メートル以下とする場合などがある。一般には、巡航速度に対する離着陸速度がCTOL機より低いことも条件とされている。STOL機では翼面荷重の低減や高揚力装置の強化，プロペラ後流またはターボファン・エンジンの排気を翼で下方に偏向するパワードリフト方式等により、離着陸速度の低下を図っている事が多い。

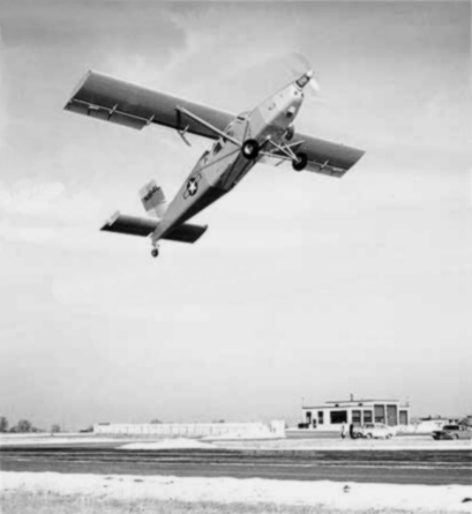
ピラタス ポーター
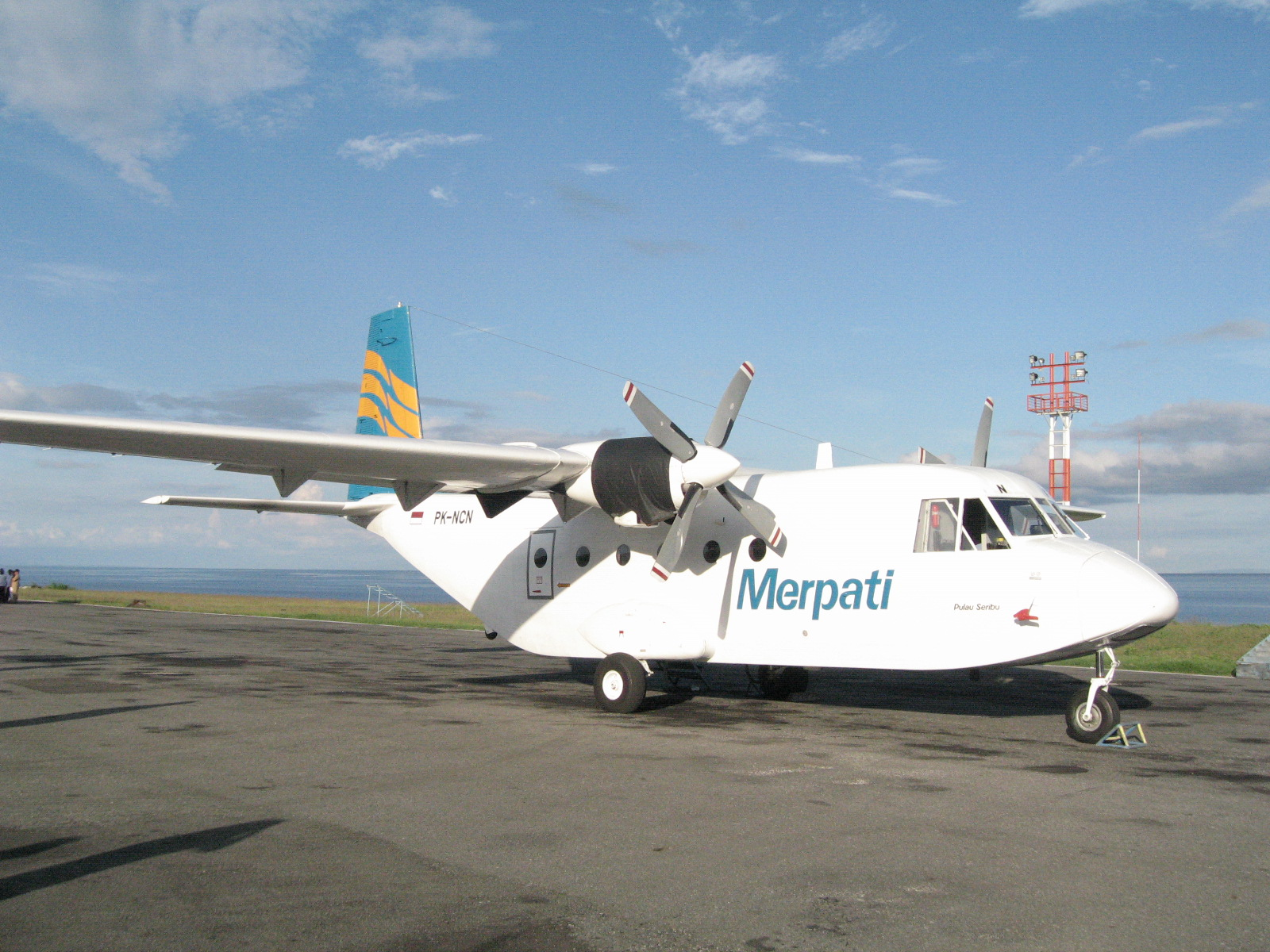
CASA C-212

## VTOL
垂直離着陸可能な航空機をVTOL機（英: Vertical Take-Off and Landing Aircraft、ブイトール）と称する。飛行船や気球などの軽航空機や回転翼機を含む場合もあるが、固定翼機に限定するのが一般的である。

### STOVL
垂直離着陸機の多くはVTOLのみならず、離陸のみであるがSTOLにも対応しており、このような機体は垂直/短距離離着陸機と称される。この場合、実際の運用では垂直離陸 (VTO) はめったに行われず、短距離離陸 (STO) と垂直着陸 (VL) を組み合わせたSTOVL方式（short takeoff/vertical landing、ストーブル）での運用がほとんどとなる。
離陸の際には、たとえ垂直離陸できるだけの推力があったとしても、少しでも滑走して翼に風を当て、揚力を発生させれば、それだけ離陸重量が大きくなり、搭載量を増やすことができる。例えば地上静止推力10,659 kgfのF402-RR-408（ペガサス11-61）エンジンを搭載したAV-8Bの場合、VTO時の最大離陸重量は9,414 kgなのに対し、STO時には14,061 kgまで増大する。この際にスキージャンプ勾配を使用すれば、搭載量をさらに増やすことができる。
これに対し、着艦の際には、燃料などを消費した分だけ機体の重量が軽くなっているため、安全確実な（多くのVTOL機においては唯一の選択肢である）垂直着艦を選択することになる。垂直着艦では上下する飛行甲板にも安全に降りることができ、艦の動揺や風向風速による制約が小さいとされる。
イギリス海軍のクイーン・エリザベス級では、大きな艦型のおかげで滑走レーンが長いことを活用して、着艦の際に、垂直にではなく斜めに下降するSRVL (Shipborne rolling vertical landing) を行うこともある。これは60ノット程度の低速で前進しながら、艦尾方向からストレート・インで進入・接地するもので、若干ながら前進速度をつけることで主翼が揚力を発揮できるようになり、より重い状態でも着艦できるようにすることで、兵装を投棄せずに済むと期待されている。空母の飛行甲板と戦闘機のリフトエンジン双方の損耗を少なくする効果もある。一方で、接地後の制動は車輪ブレーキに依存するため、この方法を用いるのは天候条件が良好なときに限られるという制約もある。
- 垂直着艦・短距離発艦するハリアーII

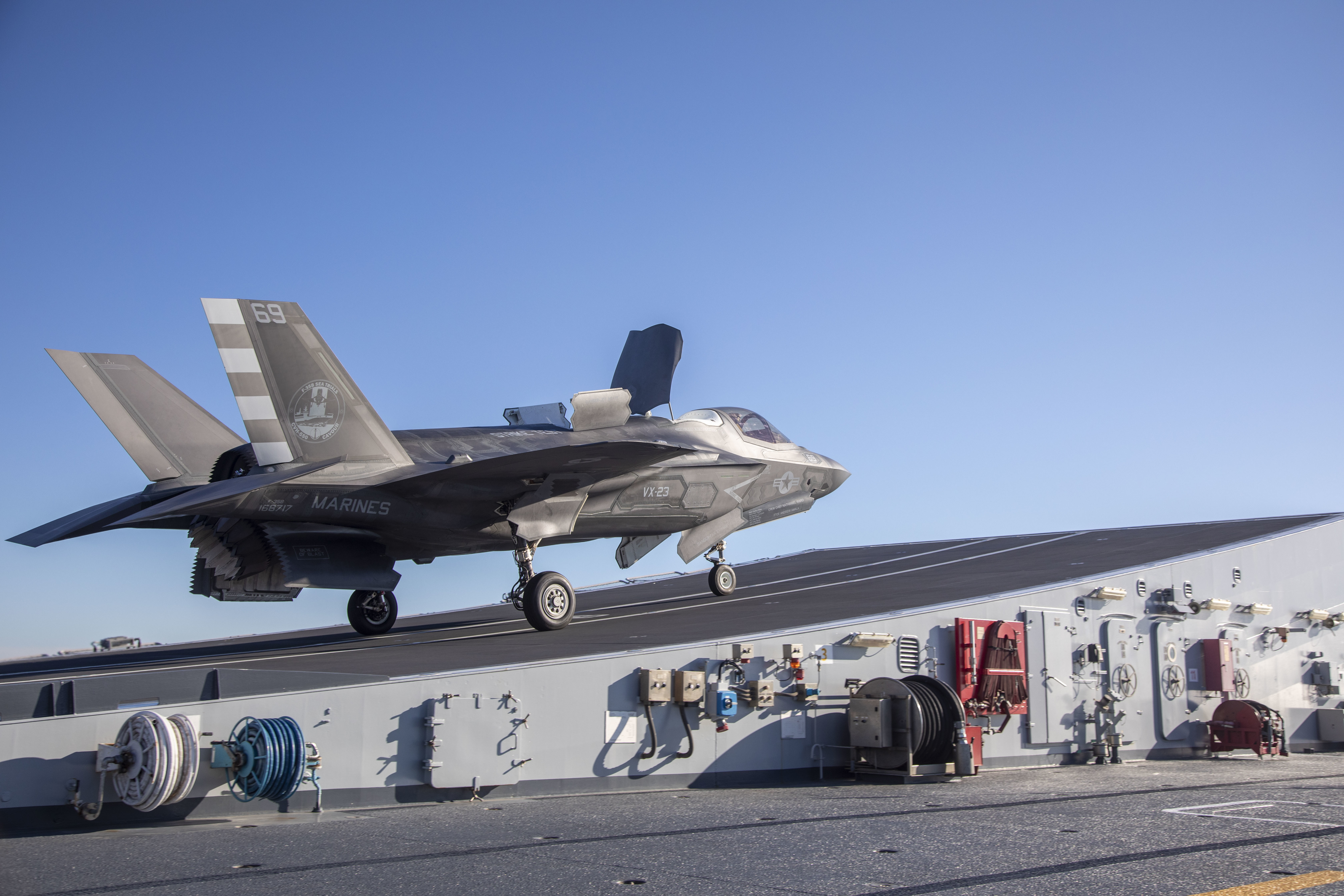
スキージャンプを用いて短距離発艦するF-35B

## その他の離陸方法

### 空中発進
実験機・特別攻撃機・寄生戦闘機・無人機・空中発射型ミサイルなどで見られる。

### 牽引発進
グライダーなどで見られる。地上設置型の牽引機や、自動車や、飛行機で牽引する。

### 補助推進離陸
地上発射型ミサイル・艦上発射型ミサイル・水中発射型ミサイル・地上発射ロケット・水上発射型ロケットなども類似の技術。

## その他の着陸方法

### ネット回収
小型の無人機などで見られる。

### 係留塔係留
飛行船で見られる。

### パラシュート着陸
宇宙機や小型の探査機（はやぶさ）等、無人機などで見られる。

### 人体着陸
ハンググライダー・パラグライダー及びそれらに推進器を追加した物など、人間が機体を担いで離着陸する航空機は、着陸を操縦・搭乗者がその肉体を以って行う。